# God of Angels Trust
God of Angels Trust er det niende studiealbum fra den danske metalgruppe Volbeat, der blev udgivet d. 6. juni 2025 via Vertigo Records, Republic Records og Universal Records.
Den. 7. marts 2025 udkom førstesinglen "By a Monster's Hand". Det er gruppens første studiealbum efter guitaristen Rob Caggiano havde forladt gruppen i juni 2023.

## Baggrund og indspilning
I juni 2023 forlod guitaristen Rob Caggiano bandet efter 10 år, hvorved Volbeat blev en trio. Michael Poulsen begyndte at at skrive sange i sommeren 2024 efter en års lang pause for at komme sig efter en halsoperation, og hans nye band Asinhell. Han arbejdede på nyt materiale med trommelsageren Jon Larsen og bassist Kaspar Boye Larsen i tre uger og arrangerede halvdelen af albummet på knap en måned. I efteråret 2024 gik bandet i studiet med deres tidligere producer Jacob Hansen. Poulsens ønske om at arbejde så hurtigt som muligt fortsatte under indspilningen, da han ønskede at fange et "hastig og umiddelbar lyd" med "så få takes som muligt". Bandet spillede live i studiet og afsluttede indspilningerne efter kun 13 dage, hvilket gør det til det hurtigste album gruppen har skabt.
På God of Angels Trust ønskede Volbeat at "opgive alle regler om sangskrivning" og bryde fri fra konventioner for at forfølge nye kreative veje. Forsangeren Poulsen tog en "mere ukonventionel tilgang" til skrivearbejdet for at bryde ud af regler og strukturer. As a result, the album came out "forceful" with a "powerful combination" of catchy melodies and fresh energy.

## Promovering
Albummet blev annonceret d. 6. marts 2025 sammen med udgivelsen af en ny single, "By a Monster's Hand". Sammen med nyheden afslørede Volbeat at de planlagde "Greatest of All Tours Worldwide", en verdensturné med 70 koncerter fra 7. juni til 13. november 2025. Tour-datoerne i Canada foregå sammen med Three Days Grace og Wage War, efterfulgt af koncerter i USA, hvor Halestorm og The Ghost Inside er opvarmnming, samt i Europa og Storbritannien med support fra Bush and Gel. Koncerter i Danmark blev planlagt til Jyske Bank Boxen i Herning og Royal Arena i København.
Den 4. april 2025 udgav bandet den anden single fra albummet; "In the Barn of the Goat Giving Birth to Satan's Spawn in a Dying World of Doom". Den tredje single, "Time Will Heal", udkom 16. maj 2025.

## Modtagelse
Dom Lawson fra Blabbermouth.net kaldte det "det tungeste og vildeste Volbeat-album til dato." Tim Bolitho-Jones fra Distorted Sound beskrev det som "en smule mørkere end dets forgængere...[med temaer der fokuserer på] sataniske ritualer og seriemordere [snarere] end gangstere fra forbudstiden" og skrev: "Hvis du elskede deres seneste udgivelser og vil have mere hoftevrikkende boogiemetal at spille... vil du elske dette." Dave Everley fra Classic Rock skrev: "God Of Angels Trust er et godt album. Nogle gange er det et fremragende. Men i sidste ende er det endnu et Volbeat-album — hverken mere eller mindre."

## Spor
| Nr.           | Titel                                                                            | Længde |
| ------------- | -------------------------------------------------------------------------------- | ------ |
| 1.            | "Devils Are Awake"                                                               | 4:54   |
| 2.            | "By a Monster's Hand"                                                            | 3:42   |
| 3.            | "Acid Rain"                                                                      | 4:44   |
| 4.            | "Demonic Depression"                                                             | 3:58   |
| 5.            | "In the Barn of the Goat Giving Birth to Satan's Spawn in a Dying World of Doom" | 4:18   |
| 6.            | "Time Will Heal"                                                                 | 4:45   |
| 7.            | "Better Be Fueled Than Tamed"                                                    | 4:01   |
| 8.            | "At the End of the Sirens"                                                       | 5:14   |
| 9.            | "Lonely Fields"                                                                  | 4:52   |
| 10.           | "Enlighten the Disorder" (By a Monster's Hand Part 2)                            | 3:42   |
| Total længde: | Total længde:                                                                    | 44:10  |

## Personel
Credits kommer fra Tidal.

### Volbeat
- Michael Poulsen – vokal, guitar, producer
- Kaspar Boye Larsen – basguitar
- Jon Larsen – trommer

### Yderligere bidrag
- Jacob Hansen – produktion, mastering, mix
- Tue Bayer – engineering
- Flemming C. Lund – guitar (spor 1, 2, 4, 5, 7, 10)
- Mia Maja – baggrundsvokal (spor 3, 4, 6, 9)
- Martin Pagaard Wolff – guitar (spor 3, 5), akustisk guitar (3)

## Hitlister
| Hitliste (2025)                                 | Højeste placering |
| ----------------------------------------------- | ----------------- |
| Østrig (Ö3 Austria)                             | 1                 |
| Belgien (Ultratop Flanderen)                    | 1                 |
| Belgien (Ultratop Vallonien)                    | 12                |
| Canadiske Albummer (Billboard)                  | 50                |
| Danish Albums (Hitlisten)                       | 4                 |
| Holland (Album Top 100)                         | 1                 |
| Finland (Musiikkituottajat)                     | 3                 |
| French Albums (SNEP)                            | 61                |
| French Rock & Metal Albums (SNEP)               | 5                 |
| Tyskland (Offizielle Top 100)                   | 1                 |
| German Rock & Metal Albums (Offizielle Top 100) | 1                 |
| Greek Albums (IFPI)                             | 76                |
| Hungarian Physical Albums (MAHASZ)              | 15                |
| Norwegian Albums (IFPI Norge)                   | 14                |
| 19                                              |                   |
| Skotland (OCC)                                  |                   |
| Spanien (PROMUSICAE)                            | 50                |
| Swedish Albums (Sverigetopplistan)              | 3                 |
| Swedish Hard Rock Albums (Sverigetopplistan)    | 1                 |
| Schweiz (Schweizer Hitparade)                   | 1                 |
| Storbritannien (OCC)                            | 24                |
| 2                                               |                   |
| US Billboard 200                                | 78                |
| US Top Rock & Alternative Albums (Billboard)    | 20                |